# Poręba (Bystrzyca Kłodzka)

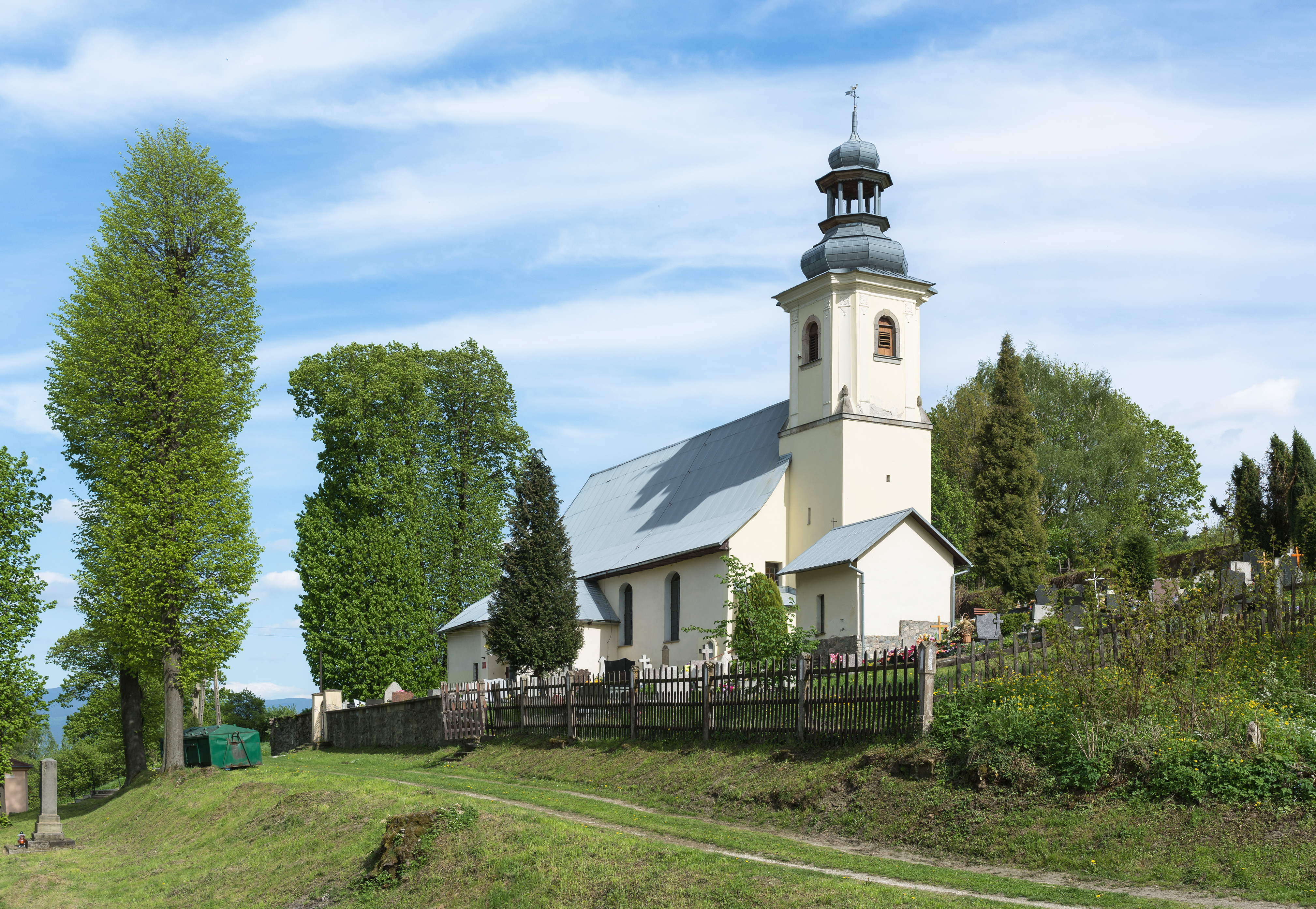
St.-Sebastian-Kirche

Poręba (deutsch: Lichtenwalde) ist ein Ort in der Stadt- und Landgemeinde Bystrzyca Kłodzka im Powiat Kłodzki der Woiwodschaft Niederschlesien in Polen. Es liegt neun Kilometer südwestlich von Bystrzyca Kłodzka (Habelschwerdt).

## Geographische Lage
Poręba liegt in einem engen Tal am südöstlichen Abhang des Habelschwerdter Gebirges an der Woiwodschaftsstraße 389. Nachbarorte sind Wyszki (Hohndorf) im Norden, Ponikwa (Verlorenwasser) im Nordosten, Długopole-Zdrój (Bad Langenau) im Osten, Długopole Górne (Oberlangenau) im Südosten, Gniewoszów (Seitendorf) im Süden, Poniatów (Peucker) im Südwesten und Rudawa (Stuhlseiffen) im Westen. Südwestlich verläuft die Grenze zu Tschechien. Nordwestlich erheben sich der 978 m hohe Heidelberg (polnisch Jagodna) und der 965 m hohe Kohlberg (Sasanka).

## Geschichte
Lichtenwalde gehörte von Anfang an zum Glatzer Land und wurde erstmals 1360 urkundlich erwähnt. Weitere Schreibweisen waren „Lichtenvelde“, „Lytwinwalde“, „Lichtinwalde“ und „Lychinwald“. Es war vermutlich zur Burg Schnallenstein untertänig und fiel nach deren Zerstörung 1428 durch die Hussiten zusammen mit dieser durch Heimfall an den böhmischen Landesherrn.

### Frühe Neuzeit
Im Dreißigjährigen Krieg wurde die bereits für 1384 nachgewiesene St.-Sebastian-Kirche von Kaiserlichen geplündert. 1684 verkaufte die Böhmische Kammer Lichtenwalde und zahlreiche andere Kammerdörfer im Distrikt Habelschwerdt dem Glatzer Landeshauptmann Michael Wenzel von Althann. Dieser bildete aus den neu erworbenen Dörfern die Herrschaft Schnallenstein, deren Hauptort Rosenthal war, so dass sie auch als „Herrschaft Rosenthal“ bezeichnet wurde. Der Lichtenwalder Dominialanteil, dem auch die Obergerichtsbarkeit über das Freirichtergut zustand, bestand 1684 aus 44 Bauern und 22 Häuslern.
Nach dem Ersten Schlesischen Krieg 1742 und endgültig mit dem Hubertusburger Frieden 1763 fiel Lichtenwalde zusammen mit der Grafschaft Glatz an Preußen. Für Anfang des 18. Jahrhunderts sind nachgewiesen: eine Filialkirche, ein Pfarrhaus, ein Schulgebäude, 43 Bauern, 23 Gärtner und Häusler sowie zwei Kirchgärtner.

### 19. und 20. Jahrhundert
Nach der Neugliederung Preußens gehörte Lichtenwalde ab 1815 zur Provinz Schlesien und war zunächst dem Landkreis Glatz und ab 1818 dem neu geschaffenen Landkreis Habelschwerdt eingegliedert. 1874 wurde aus den Landgemeinden Lichtenwalde, Hohndorf, Nieder Langenau und Verlorenwasser sowie den Gutsbezirken Hohndorf und Nieder Langenau der Amtsbezirk Nieder Langenau gebildet. gebildet. 1939 wurden 667 Einwohner gezählt.
Als Folge des Zweiten Weltkriegs fiel Lichtenwalde 1945 mit dem größten Teil Schlesiens an Polen und wurde in Poręba umbenannt. Die deutsche Bevölkerung wurde vertrieben. Die neu angesiedelten Bewohner waren teilweise Zwangsumgesiedelte aus Ostpolen, das an die Sowjetunion gefallen war. Da zahlreiche Bewohner Poręba in den nächsten Jahrzehnten wieder verließen, ging die Einwohnerzahl deutlich zurück. Von 1975 bis 1998 gehörte Poręba zur Woiwodschaft Wałbrzych (Waldenburg).

### Freirichtergut
Das Freirichtergut gehörte um 1540 dem Blasius Jenke, der es 1545 dem Melchior Behm verkaufte. 1554 gelangte es an Blasius Leuchtenberg, 1561 an Thomas Hauck. Dieser wurde 1585 wegen Urkundenfälschung des Landes verwiesen, und das Richtergut ging an seinen Sohn Georg Hauck über. 1596 wurde es von der Stadt Habelschwerdt erworben, die es vier Jahre später ihrem Bürger Peter Engelhard verkaufte, der 1618 den Böhmischen Ständeaufstand von 1618 unterstützte. Obwohl er 1622 starb, wurde nach der Rückeroberung der Grafschaft Glatz 1623 durch die Kaiserlichen seinen Erben 1625 die Hälfte des Guts konfisziert. Für 1632 ist als Freirichter Hans Engelhard nachgewiesen, vermutlich ein Sohn des Vorgenannten. 1650 gehörte es dem Georg Hauck, bei dessen Nachkommen oder Verwandten es bis ins 19. Jahrhundert verblieb.

### Kirchliche Zugehörigkeit
Für 1384 ist die Lichtenwalder Kirche St. Sebastian als Pfarrkirche nachgewiesen. 1560 gehörte Lichtenwalde zur damaligen Pfarrei Oberlangenau. Um 1610 amtierte in Lichtenwalde ein lutherischer Pfarrer, und Lichtenwalde war Pfarrort, zu dem auch Stuhlseiffen und Peucker gehörten. Nach der Rückeroberung der Grafschaft Glatz durch die kaiserlichen Truppen 1623 wurde wiederum ein katholischer Pfarrer eingesetzt und Lichtenwalde zur Filialkirche von Ebersdorf herabgestuft. Stuhlseiffen und Peucker wurden 1665 von Lichtenwalde gelöst und zur Filialkirche Seitendorf gewidmet, mit der sie 1665 an die wieder errichtete Pfarrei Rosenthal kamen. Ab 1781 wurde Lichtenwalde durch einen ständigen Kaplan betreut. Heute gehört Poręba zur Pfarrei Długopole Górne.

## Sehenswürdigkeiten
- An der Stelle der Holzkirche wurde 1565 eine neue Kirche aus Stein errichtet. Die Seitenaltäre stammen aus der Barockzeit, der Hauptaltar ist neuromanisch.
- Am Abhang des Heidelberges steht eine Marienkapelle, die um 1860 vom Bauern Pelz errichtet wurde.
- Wegkreuze und andere Bildstöcke

## Persönlichkeiten
- Adolf Rücker (1880–1948), Professor für christliche Orientalistik

## Bevölkerungsentwicklung bis 1945
| Jahr | Einwohner | Anmerkungen                              |
| ---- | --------- | ---------------------------------------- |
| 1816 | 570       | davon 499 in Anteil A und 71 in Anteil B |
| 1825 | 561       | katholische Einwohner                    |
| 1852 | 664       | [ 5 ]                                    |
| 1933 | 658       | [ 6 ]                                    |
| 1939 | 667       | [ 6 ]                                    |